# گرگ توندرا
گرگ توندرا (انگلیسی: Tundra wolf) زیرگونه‌ای از گرگ خاکستری و بومی مناطق توندرا و جنگل‌های اوراسیا از فنلاند تا شبه‌جزیره کامچاتکا است. این نوع از گرگ اولین بار در سال ۱۷۹۲ توسط رابرت کر توصیف شد، که زیستگاه آن را در اطراف رود ینی‌سئی و پوست آن را بسیار ارزشمند توصیف کرد.
گرگ توندرا یک زیرگونه بزرگ است که طول بدن نرهای بالغ آن به ۱۱۸ تا ۱۳۷ سانتی‌متر و ماده‌ها ۱۱۲ تا ۱۳۶ سانتی‌متر می‌رسد. وزن متوسط آن ۴۰–۴۹ کیلوگرم برای نرها و ۳۶٫۶–۴۱ کیلوگرم برای ماده‌ها است. بیشترین وزن ثبت‌شده در میان ۵۰۰ گرگ توندرا صیدشده در شبه‌جزیره تایمیر و شبه‌جزیره کانین در سال‌های ۱۹۵۱ تا ۱۹۶۱ مربوط به یک نر پیر بود که در شمال رودخانه دودیپتا به وزن ۵۲ کیلوگرم کشته شد.
خز آن بسیار بلند، متراکم، کرکی و نرم و معمولاً به رنگ روشن و خاکستری است. خز پایینی خاکستری سربی و خز بالایی خاکستری مایل به قرمز است.
گرگ توندرا بیشتر در دره‌های رودخانه‌ها، بیشه‌زارها و جنگل‌ها استراحت می‌کند. در زمستان تقریباً به‌طور انحصاری از گوزن شمالی ماده یا جوان وحشی و اهلی تغذیه می‌کند، اگرچه خرگوش‌ها، روباه‌های قطبی و دیگرجانوران گاهی مورد هدف او قرار می‌گیرند.
از محتویات معده ۷۴ گرگ صیدشده در ناحیه خودگردان ننتس در دهه ۱۹۵۰ مشخص شد که ۹۳٫۱ درصد آن از بقایای گوزن شمالی تشکیل شده‌است. در دوره تابستان، گرگ‌های توندرا به‌طور گسترده از پرندگان و جوندگان کوچک و همچنین گوساله‌های تازه متولدشده گوزن شمالی تغذیه می‌کنند.